# Viola Onwuliri

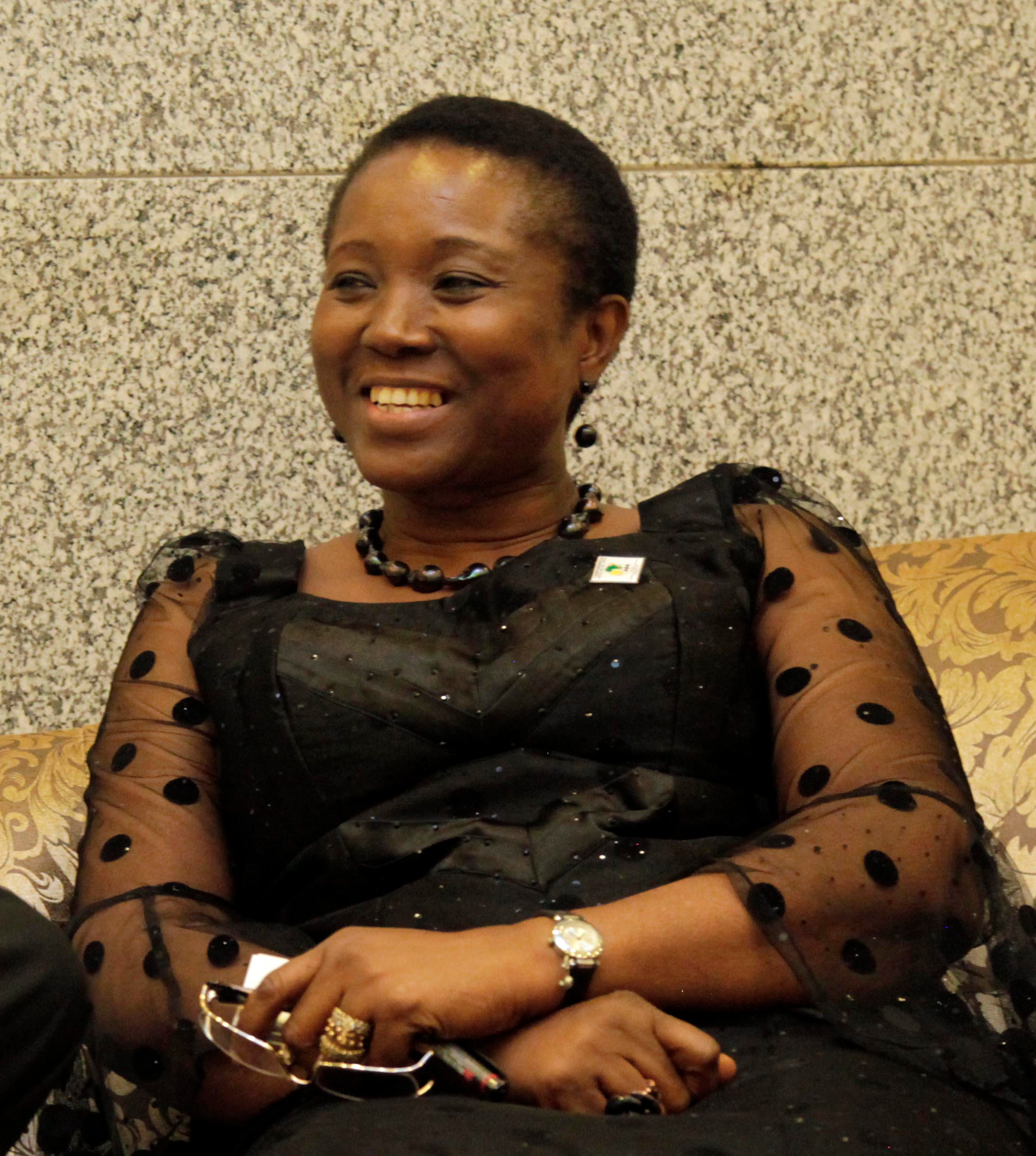
Bà Viola Onwuliri

Viola Adaku Onwuliri (sinh ngày 18 tháng 6 năm 1956) là tên của một chính trị gia người Nigeria từng giữ chức bộ trưởng bộ ngoại giao và cũng là một giáo sư đại học chuyên giảng dạy về hóa sinh học.

## Lí lịch
Bà là con gái đầu lòng của gia đình hoàng gia của ông Eze Cletus và bà Ugoeze Dorathy Oparaoji ở bang Imo.
Trước đây, bà học ở trường trung học nữ Owerri, sau đó, bà học ngành hóa sinh học tại trường đại học Nigeria, Nsukka, bang Egunu và đại học Jos, bang Plateau. Tại đó, bà nhận được chứng chỉ tốt nghiệp chuyên môn (tiếng Anh: Professional Graduate Certificate in Education, viết tắt là PGCE), bằng thạc sĩ về hóa học hữu cơ ứng dụng, bằng tiến sĩ hóa sinh học phân tử. Tiếp đến, bà vào đại học Howard và trường y tế công cộng Harvard của Mỹ.
Sau đó, bà trở về Nigeria và làm công việc trợ lí sau khi tốt nghiệp. Đến năm 2004, bà trở thành giáo sư giảng dạy môn hóa sinh học. Khi này, bà và ông Celestine Onwuliri đã có năm người con.

## Sự nghiệp
Cũng vào năm 2004, Viola Adaku Onwuliri trở thành người Nigeria đầu tiên và cũng là người phụ nữ Nigeria đầu tiên được bầu chọn trở thành thành viên của Hiệp hội AIDS Quốc tế ở Geneva. Từ năm 2004 đến năm 2008, bà trở thành đại diện cho khu vực châu Phi, đến năm 2008, bà lại tái đắc cử.
Năm 2011, bà là ứng cử viên cho chức phó thống đốc bang Imo, đối thủ của bà là ông Ikedi Ohakim. Sau khi thua cuộc, thống đốc Rochas Okorocha của đảng chính trị đối lập đề nghị bà vị trí ủy viên trong bộ nội các. Bà đã từ chối lời đề nghị này một cách lịch thiệp.
Vào năm 2013, bà đã giành được chức chủ tịch của Mạng lưới phụ nữ toàn cầu châu Phi (tiếng Anh: GlobalPOWER Women Network Africa). Cuối năm đó, bà nhận được giải thưởng Lãnh đạo danh dự Bạch kim của Liên minh châu Âu Lưu trữ ngày 8 tháng 7 năm 2018 tại Wayback Machine về chính trị vào ngày 28 tháng 11 năm 2013 tại Stockholm, Thụy Điển.
Cũng vào năm 2013, tổng thống Goodluck Jonathan cử bà, chủ tịch thượng viện David Mark và chính trị gia Stella Oduah-Ogiemwonyi sang Vatican để tham dự lễ nhận chức của giáo hoàng Phanxicô.